# Anastrofe
L'anastrofe (pronuncia: anàstrofe, dal greco ἀναστροφή, anastrophē, «inversione») o anteposizione è una figura retorica consistente nell'inversione dell'ordine abituale di un gruppo di termini successivi. È affine all'iperbato ma, a differenza di esso, non implica l'inserimento di un inciso tra i termini.
Ad esempio, in Leopardi: 
Allor che all'opre femminili intenta
 sedevi, assai contenta
(Canti, A Silvia, 10-11)
O più recentemente, Ungaretti:
E il cuore quando d'un ultimo battito 

avrà fatto cadere il muro d'ombra

per condurmi, Madre, sino al Signore,

come una volta mi darai la mano
(Sentimento del tempo, La madre, 1-4)
Nel libro sesto dell'Iliade, al verso 443, si può citare l'anastrofe delle parole κακός ὡς, kakós hōs, invece del previsto ὡς κακός, hōs kakós, "come un vile".